# One Young World
Vous pouvez aider à l'améliorer ou bien discuter des problèmes sur sa page de discussion.
- Son texte doit être wikifié : il ne correspond pas à la mise en forme Wikipédia (style, typographie, liens internes, liens entre les wikis, etc.). (Marqué depuis mars 2022)
- Il est à actualiser. Certains passages sont obsolètes ou annoncent des événements désormais passés. (Marqué depuis mars 2022)

One Young World est un sommet annuel international destiné aux jeunes leaders émergents. Souvent surnommé le « Forum de Davos », il vise à rassembler des jeunes talents du monde entier pour discuter des enjeux globaux et proposer des solutions innovantes. Le sommet met en lumière les préoccupations des jeunes et promeut un dialogue avec les décideurs influents des gouvernements, entreprises et autres secteurs.

## Objectifs
Le sommet a pour objectif principal de :
- Connecter et mobiliser les jeunes leaders autour des enjeux mondiaux.
- Assurer que leurs idées, préoccupations et solutions soient prises en compte dans les sphères décisionnelles.
- Encourager un échange intergénérationnel et interdisciplinaire pour résoudre des problématiques globales.

## Sélection des participants
Les participants sont sélectionnés via un processus rigoureux évaluant :
- Leur potentiel en tant que leaders influents.
- Leur engagement envers des problématiques mondiales et leur capacité à articuler des solutions concrètes.
- Leur expérience dans des projets à fort impact, tels que la création d’entreprises, d’organisations non gouvernementales (ONG), ou d’initiatives sociales.

## Déroulement
Le sommet est structuré en sessions plénières traitant de thématiques variées, notamment :
- La résolution des conflits.
- La santé publique et le bien-être.
- Le leadership et l’entrepreneuriat.
- L’environnement et le développement durable.
- Les droits humains, l’éducation et les questions religieuses.

Des intervenants de haut niveau, incluant des personnalités politiques, des chefs d’entreprise, et des experts reconnus, participent aux discussions pour inspirer les jeunes leaders.
Le sommet est reconnu comme une plateforme essentielle pour favoriser le leadership des jeunes et leur engagement envers des solutions innovantes aux grands défis mondiaux. Il est souvent salué pour son rôle dans la mise en réseau de jeunes talents et pour l’accent mis sur la collaboration intergénérationnelle.

## Le sommet

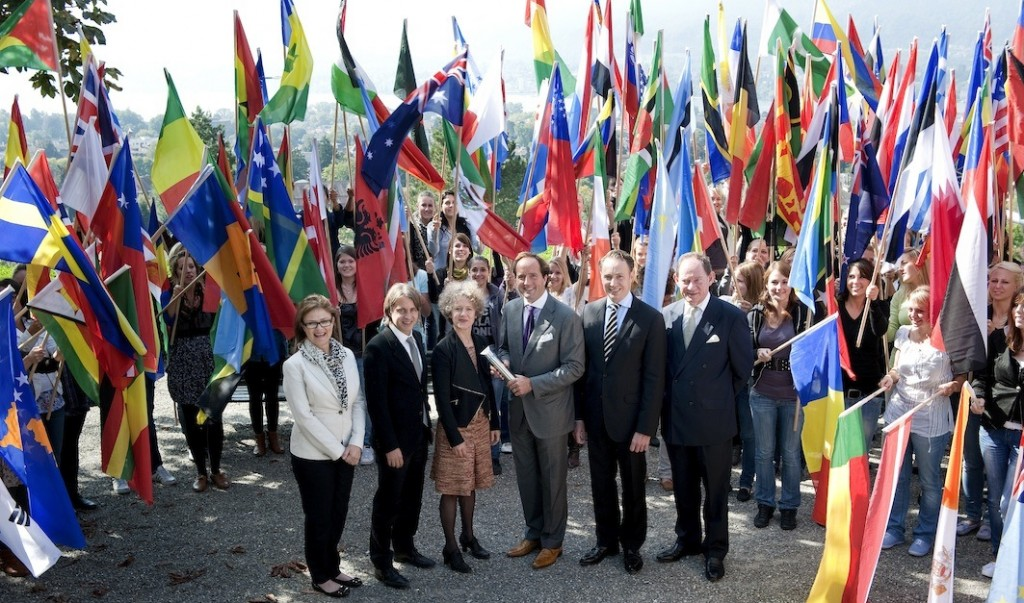
Présentation du sommet One Young World 2011

Le processus de sélection des villes hôtes est une véritable compétition, 25 villes se sont disputé l'organisation du Sommet pour 2015 et 2016.
| Éditions |               |                |
| Année    | Ville         | pays           |
| 2010     | Londres       | Angleterre     |
| 2011     | Zurich        | Suisse         |
| 2012     | Pittsburgh    | États-Unis     |
| 2013     | Johannesbourg | Afrique du Sud |
| 2014     | Dublin        | Irlande        |
| 2015     | Bangkok       | Thaïlande      |
| 2016     | Ottawa        | Canada         |
| 2017     | Bogota        | Colombie       |
| 2018     | La Haye       | Pays-Bas       |
| 2019     | Londres       | Angleterre     |
| 2021     | München       | Allemagne      |
| 2022     | Manchester    | Angleterre     |
| 2023     | Belfast       | Irlande        |
| 2024     | Montréal      | Canada         |

Les sommets annuels de One Young World rassemblent des jeunes leaders, innovateurs et militants de divers secteurs pour discuter de problématiques mondiales. Ces rencontres offrent une plateforme pour aborder des thématiques telles que le développement durable, la paix, l’inclusion sociale et la justice globale. Depuis sa création, One Young World s'est imposé comme un espace d'échange intergénérationnel pour inspirer et promouvoir des solutions innovantes aux défis planétaires.
Éditions notable:
- Le sommet inaugural de One Young World s'est tenu à Londres du 8 au 10 février 2010 et a rassemblé 823 jeunes leaders originaires de 112 pays. Le sommet a porté sur six résolutions clés développées en réponse aux questions les plus pressantes du monde actuel, établies par le processus de consultation mondial One Young World, un sondage de plus de 15000 participants âgés de 18 à 24 ans et originaires de 34 pays différents sur tous les continents. Ces résolutions ont été au centre des sessions plénières du sommet où des conseillers tels que Kofi Annan, Bob Geldof, Muhammad Yunus et Desmond Tutu ont animé le débat et facilité le dialogue entre les intervenants et le public.
- Le sommet de 2011 s'est tenu à Zurich en Suisse du 1er au 4 septembre 2011 au Kongresshaus [3]. Il a réuni près de 1300 délégués venus de 170 pays[4]. En outre des sessions plénières habituelles, 3 sessions extraordinaires ont eu lieu, "Africa Rising" (Débat sur la place de plus en plus importante qu'occupe l'Afrique dans le monde d’aujourd’hui), "Women'up" (Débat sur la places des femmes dans notre société) et "Beyond Sport" (Débat sur la portée du sport dans notre société)[5].
- Le sommet 2012 s'est tenu à Pittsburgh aux États-Unis du 18 au 22 octobre 2012[6],[7]. Le sommet 2013 s'est tenu à Johannesbourg du 1er au 4 octobre 2013, avec un nombre important de sessions tournées sur l'histoire et l'héritage de Nelson Mandela. Son ex-épouse Winnie Madikizela-Mandela fut présente[8],[9], ainsi que son ancien compagnon de prison Ahmed Kathrada[10].
- Le sommet 2014 a eu lieu à Dublin, en Irlande, du 15 au 18 octobre 2014. La résolution des conflits fut l'un des principaux thème, avec l'histoire que connait le pays hôte[11].
- Le sommet 2015 aura lieu à Bangkok du 18 au 21 novembre 2015, faisant de la Thaïlande le premier pays en Asie à recevoir le sommet.

- 2019 : Londres, Royaume-Uni: Le sommet, célébrant le 10ᵉ anniversaire de l’organisation, a accueilli plus de 2 000 participants issus de 190 pays. Des intervenants tels que Meghan Markle et Sir Richard Branson ont participé aux discussions, axées sur des thèmes comme l’impact social et l’entrepreneuriat[12].
- 2020 : Munich, Allemagne (reporté et virtuel): Initialement prévu à Munich, le sommet a été reporté en raison de la pandémie de COVID-19 et s’est tenu en ligne. Les débats ont mis l’accent sur la résilience face aux crises mondiales, avec des discussions sur la santé publique et l’innovation dans un contexte de crise[13].
- 2021 : Munich, Allemagne: Le sommet s’est finalement tenu en présentiel à Munich. Parmi les sujets abordés figuraient le changement climatique, l’accès équitable aux vaccins contre la COVID-19 et les initiatives pour la justice sociale[14].
- 2022 : Manchester, Royaume-Uni: Les débats ont mis en lumière des thématiques telles que les impacts de la guerre en Ukraine, l’égalité des sexes et la transition économique vers une durabilité accrue[15].
- 2023 : Belfast, Irlande du Nord: Le sommet de Belfast a centré ses discussions sur la paix, la sécurité et l’implication des jeunes dans la reconstruction des communautés, avec un focus sur la collaboration post-conflit[16].
- 2024 : Montréal, Canada : L’édition 2024 a abordé des questions comme l’innovation durable, la diversité culturelle et la collaboration entre générations pour relever les défis climatiques et économiques[17].

Les sommets One Young World offrent un espace unique pour le dialogue global, rassemblant des jeunes issus de différents contextes culturels et professionnels. Ils permettent de promouvoir des projets collectifs et individuels visant à relever les défis critiques de notre époque, tout en favorisant l’innovation et le leadership.

## L'action des ambassadeurs de One Young World
À la fin de chaque Sommet, les jeunes délégués présents deviennent officiellement ambassadeurs de One Young World. Ils s'engagent alors à prendre des actions concrètes pour changer le monde, que ce soit par la création d'entreprises à but sociale, d'ONG, d'initiatives solidaires ou politiques.
En 2014, les actions des Ambassadeurs de One Young World ont directement impactées 6 millions de personnes à travers le monde.
Certains ambassadeurs notables sont : Marc Alain Boucicault, Yeonmi Park, Sayida Ounissi, Benjamin Bocio, Emmanuel Niyoyabikoze.

## Conseillers
Lors du sommet les délégués sont guidés et conseillés dans les sessions plénières et pour leurs votes concernant les résolutions de One Young World. Ces conseillers, d'envergure mondiale, se sont engagés à donner aux délégués One Young World une plate-forme d'une importance internationale.
Les principaux conseillers sont :

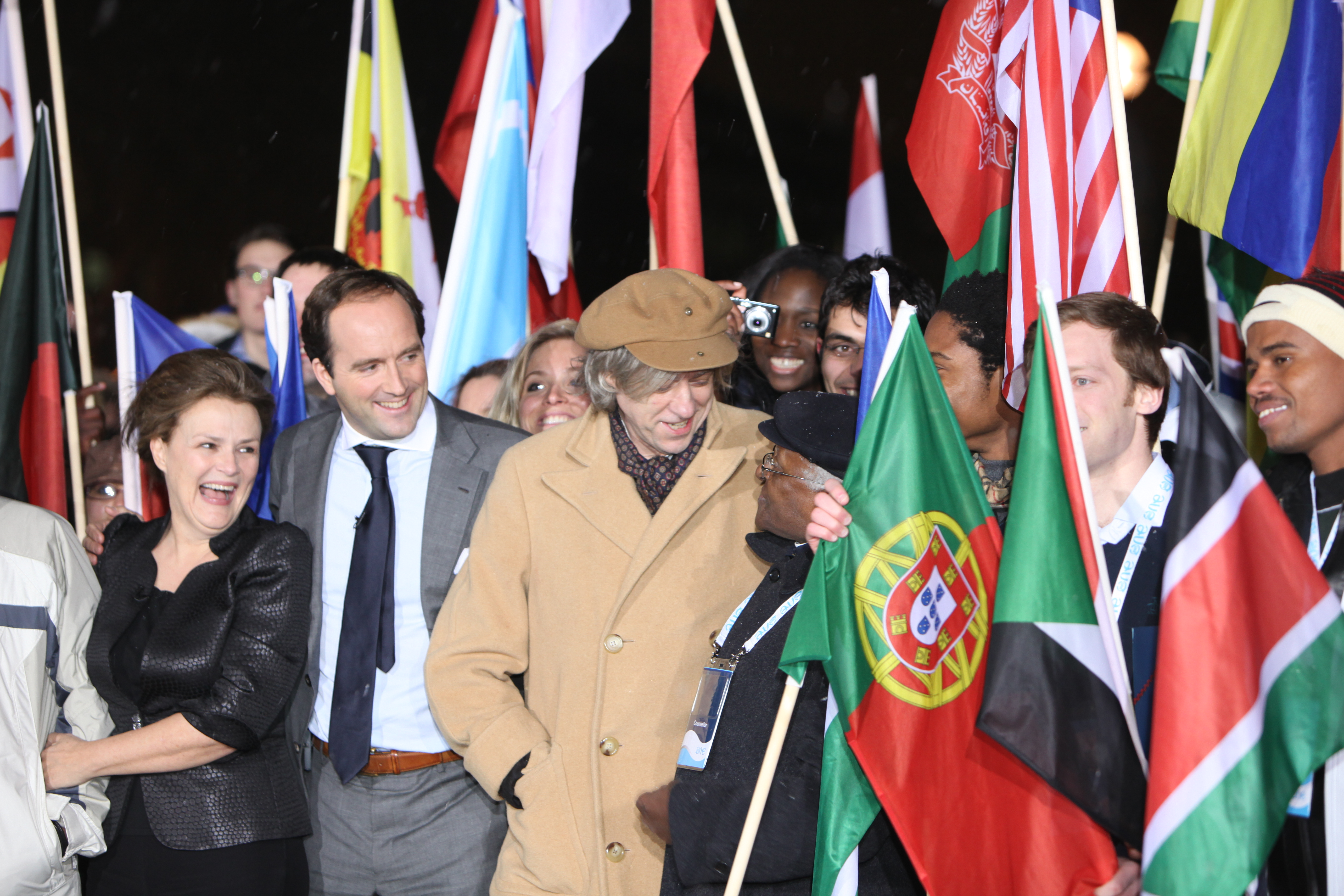
One Young World 2010

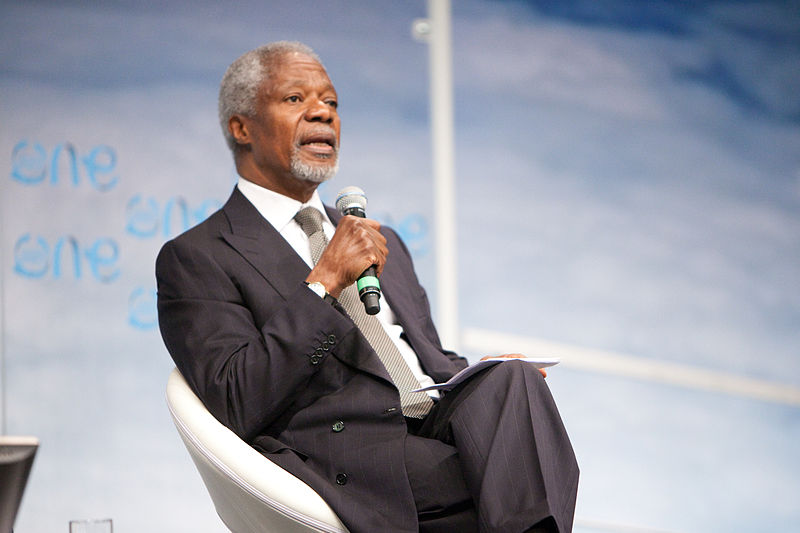
Kofi Annan

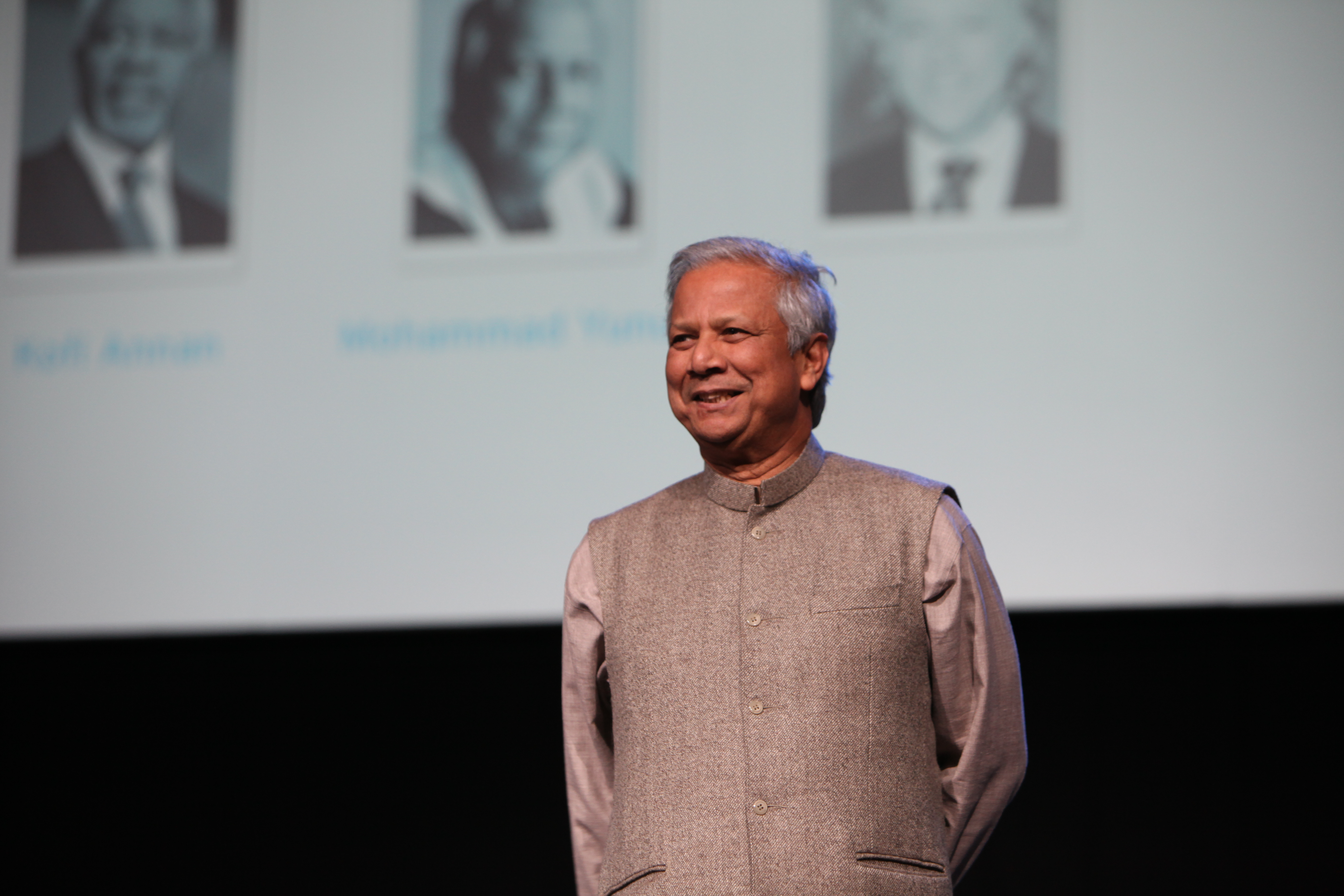
Muhammad Yunus

- Desmond Tutu, prix Nobel de la Paix, militant anti-apartheid.
- Muhammad Yunus, prix Nobel de la Paix
- Bill Clinton, 42e président des États-Unis
- Kofi Annan, ancien secrétaire général de l'ONU
- S.A.R. Haakon de Norvège, prince héritier de Norvège
- S.A.R. Mette-Marit de Norvège, princesse héritière de Norvège
- Bob Geldof, musicien et fondateur de Live 8
- Mary Robinson, ancienne président de la république d'Irlande
- Vicente Fox, ancien président du Mexique
- Andres Pastrana Arango, ancien président de la république de Colombie
- Nicolas Ardito Barletta, ancien président de la république du Panama
- Bernard Kouchner, ancien ministre français et fondateur de Médecins sans frontières
- Clarence Seedorf, footballeur
- Arianna Huffington, cofondatrice de The Huffington Post
- Jack Dorsey, créateur et président de Twitter
- Jimmy Wales, cofondateur de Wikipédia
- Oscar Morales, fondateur de One Million Voices contre les FARC
- Christine Ockrent, journaliste
- Pete Cashmore, fondateur et PDG de Mashable
- Natalia Vodianova, top-model et actrice russe
- Jamie Oliver, chef cuisinier britannique
- Joss Stone, chanteuse
- Waris Dirie, mannequin et militante contre l'excision
- Nick Haysom, directeur des politiques de l'ONU
- Tony Fernandes, fondateur de PDG de AirAsia
- Yann Arthus-Bertrand, photographe et militant écologiste
- Elio Leoni-Sceti – PDG de EMI
- Carole Stone, PDG de YouGovStone
- Alejandro Toledo, ancien président du Pérou
- Jennifer Corriero, cofondateur de TakingITGlobal
- Dr Santanu Das (en), fondateur de TranSwitch Corporation
- Martin Davidson, directeur général de British Council
- Harald Ludwig, codirigeant de Lionsgate
- Zoya Phan, militante pour les droits de l'homme en Birmanie
- John Kerry, homme politique américain
- Caspar Melville, éditeur New Humanist
- Paul Polman, PDG d'Unilever
- Güler Sabancı, PDG de Sabanci Holdings Group
- Wael Ghonim, Google Égypte et un des initiateurs de la révolution égyptienne.
- Doug Richard, fondateur de School for Startups
- Andy Ansah, footballeur
- Suleiman Jasir Al-Herbish, directeur général de l'OFID
- Patrick Chalhoub, PDG de Chalhoub Group
- Antony Jenkins, directeur exécutif du groupe Barclays
- Shang Wenjie, chanteuse
- Graeme Sweeney, président de Zero Emission Platform (ZEP) et vice-président exécutif de Shell
- Jean-Paul Agon, PDG de L'Oréal
- Fatima Bhutto, écrivain et journaliste
- James Chau, présentateur sur la CCTV et ambassadeur de bonne volonté de l'ONUSIDA
- Wyclef Jean, musicien